# Baldissera Donato
Baldissera Donato (Baldassare Donati) (* um 1530 bei Venedig; † 1603 in Venedig) war ein italienischer Sänger, Kapellmeister und Komponist.

## Leben
Seit 1550 war er als Sänger (zunächst an San Marco in Venedig) aktiv, zwischenzeitlich wirkte er auch in der Ausbildung der Sänger. Im Jahr 1580 übernahm er die Kapellmeisterstelle am Dom zu Padua und kehrte 1590 wieder nach San Marco zurück, wo er bis zu seinem Ableben die Stelle als Erster Kapellmeister innehatte.
Er erlangte zu seinen Lebzeiten große Popularität durch seine Villanellen, Kunstlieder in volkstümlichem Ton, die er neben seinen zahlreichen weiteren Werken (meist mehrstimmige Vokalmusik) komponierte.